# Caroline Cossey
Caroline „Tula“ Cossey (* 31. August 1954 in Brooke, Norfolk, England) ist ein britisches Model, Schauspielerin und Tänzerin. Sie ist eine der bekanntesten Transfrauen der Welt, trat in einem James-Bond-Film auf und posierte als erste Transfrau für den Playboy. Nachdem Cossey von der britischen Boulevardzeitung News of the World geoutet wurde, kämpfte sie für ihr Recht, legal zu heiraten und vom Gesetz als Frau anerkannt zu werden.

## Leben
Geboren als Barry Kenneth Cossey nahm sie als transsexuelle Frau im Jahr 1972 den Namen Caroline an und begann sich ihr Geld mit Oben-Ohne-Tabledance zu verdienen. 1973 wurde das Klinefelter-Syndrom diagnostiziert und nach einer vorherigen Hormontherapie unterzog sie sich zunächst einer Brustvergrößerung und 1974 in London einer geschlechtsangleichenden Operation.
Nach einigen Erfolgen als Model unter dem Künstlernamen Tula hatte sie 1981 einen kurzen Auftritt in dem James-Bond-Film In tödlicher Mission. Nach einer anschließenden Fotosession für den Playboy wurde sie von der Boulevardzeitung News of the World in einem Artikel mit der Headline James Bond girl was a boy als trans geoutet – dies zerstörte nicht nur ihre Karriere, sondern trieb sie auch an den Rand eines Suizids. Sie verarbeitete ihre Erfahrungen mit der 1982 veröffentlichten Autobiographie Tula: I am a Woman und arbeitete wieder als Model.
Die Problematik holte sie jedoch erneut ein, als sie bei einem Fotoshooting Count Glauco Lasinio kennen- und lieben lernte – eine Heirat war jedoch nicht möglich, da sie vor den britischen Behörden noch immer als Mann galt. Ihre Klage ging bis zum Europäischen Gerichtshof für Menschenrechte, der die Klage letztendlich ebenfalls ablehnte.
Sie hatte zwischenzeitlich an der Oriental School of Medicine in London Akupressur studiert und in einer Privatklinik eine Anstellung gefunden. Dort lernte sie Elias Fattal kennen, den sie am 21. Mai 1989 heiratete. Da während ihrer Flitterwochen ihre Geschichte erneut ein großes Presseecho gefunden hatte, wurde die Ehe auf Drängen der orthodox-jüdischen Familie ihres Mannes bereits am 11. Juni 1989 geschieden und am 17. Januar 1990 für nichtig erklärt. Nach dieser gescheiterten Beziehung fing sie erneut mit dem Modeln an, im September 1991 brachte der Playboy ihre Geschichte mit einem weiteren Fotoshooting unter der Überschrift The Transformation of Tula – sie war damit die erste Transperson, der ein Feature des Playboy zuteilwurde. 1992 erschien ihre zweite Autobiographie My Story, im selben Jahr wurde sie von den britischen Behörden offiziell als Frau anerkannt und heiratete den Kanadier David Finch, mit dem sie in den Vereinigten Staaten lebt.

## Veröffentlichungen
- Tula: I am a Woman. Sphere Books/Rainbird, London 1982, ISBN 978-0-7221-0583-2. (Autobiographie)
  - Ik ben een vrouw. Ins Niederländische übersetzt von Peter Veldhoen. Tiebosch, Amsterdam 1983, ISBN 978-90-6278-687-9.
- My Story. Faber and Faber, London/Boston 1991, ISBN 978-0-571-12909-6. (Autobiographie)
  - auszugsweise Aufnahme von My Story in: Jonathan Ames (Hrsg.): Sexual Metamorphosis: An Anthology of Transsexual Memoirs. Vintage Books, New York 2005, S. 143–166, ISBN 978-0-307-54561-9.
  - Mit livs hemmelighed. Ins Dänische übersetzt von Preben Hertoft. Ekstra Bladets Forlag, Kopenhagen 1992, ISBN 978-87-7731-053-9. (1993 wurde eine dänische Hörbuchfassung von Peter Damm-Ottesen eingesprochen.)
  - Mitt liv: den gripande berättelsen av en kvinna som föddes som man. Ins Schwedische übersetzt von Hans O Sjöström. Forum, Stockholm 1992, ISBN 978-91-37-10131-6.

## Filmografie

### Auftritte als Schauspielerin, Model, sie selbst
- als Gentle Sec (Tula) in 3-2-1 (Spielshow), 1978
- als Mädchen am Pool in For Your Eyes Only (dt. James Bond 007 – In tödlicher Mission), 1981
- als Model (Tula) in The Power Station: Some Like It Hot (Musikvideo), 1985
- als Tula in Entertainment Tonight (Talkshow), 1989 und 1991
- als Tula in The Phil Donahue Show (Talkshow), 1990
- als Tula in The Joan Rivers Show (Talkshow), 1991
- als Tula in The Howard Stern Show (Varieté/Vaudeville), 1991
- als Tula in Geraldo (Talkshow), 1992
- als Tula in Rock N Variety Show (Varieté/Vaudeville), 2016
- als Tula in The Trans List (Dokumentation), 2016
- als Tula in Caroline Cossey Let Me Live (Kurzfilm), 2019
- als Tula in Trans Rights Are Human Rights (Dokumentation), 2022[6]

## Modeljobs (Auswahl)
- Australische Vogue, 1970er
- Harper’s Bazaar, 1970er[7]
- Werbekampagne für Sauza tequila
- Buchumschlag von Nick Carter Assignment Intercept
- Werbekampagne Painted Lady
- Ritzy Jeans Poster
- Werbekampagne Smirnoff Vodka Loch Ness Monster, 1980[8]
- Playboy, Juni 1981 und September 1991[7]